# Los Campamentos
Los Campamentos es una localidad y distrito ubicado en el departamento Rivadavia de la provincia de Mendoza, Argentina. 
Se encuentra 16 km al sudeste de la ciudad de Rivadavia.
Cuenta con una institución deportiva, el Club Argentino.

### Trama Urbana
La cabecera distrital está compuesta por el Barrio Cooperativa Los Campamentos, y la Verde.
El Barrio Rivadavia se localiza sobre la calle Galigniana y allí se localiza el Aeródromo La Libertad, además forma una localidad compuesta con el Barrio La Primavera que se ubica en el distrito La Libertad.
La localidad de Villa Lencinas está compuesta por 2 barrios, el barrio Lencinas y el Petitfour, al norte y al sur respectivamente de la calle Florida. 
Los otros barrios de la zona conforman la villa de La Florida, compuesta a su vez por 3 barrios: La Florida, Los Olmos y Tittarelli. Este pueblo cuenta con un Centro Integrador Comunitario, un Destacamento Policial y un Centro de Salud.

### Espacio Rural
Es una de las zonas de mayor producción agrícola del departamento.

### Historia
El origen se remonta a los campos de Rufino Ortega (gobernador de la Provincia), quien a fines del siglo XIX hizo traer aborígenes del sur provincial para atender sus campos. A la pequeña población formada por esto él la llamaba mis campamentos, de lo cual deriva el nombre del poblado.  
En 1906 se fundó la bodega Gargantini, que supo ser la mayor productora de vinos del mundo.

## Parroquias de la Iglesia Católica
| Arquidiócesis | Mendoza       |
| ------------- | ------------- |
| Parroquia     | Cristo Obrero |